# Gaya (Inde)
Pour les articles homonymes, voir Gaya.
Gaya est une ville de l'État du Bihar, dans le nord de l'Inde. C'est un haut lieu de pèlerinage dans l'hindouisme. En 2011, elle est peuplée de 475 987 habitants.

## Étymologie
Le nom de Gaya provient de Gayasur (litt. « le démon Gaya »). Selon le Vayu Purana, un purana de l'hindouisme, Gaya est le nom d'un asura (démon) qui est devenu pieux après avoir fait une pénitence. Il a ainsi obtenu la grâce de Vishnou. Le corps de Gaya serait devenu le groupe de montagnes rocheuses qui est à proximité de Gaya,.

## Géographie
La ville est à environ 90 km au sud de Patna, sur la rivière Phalgu (en), affluent du Gange.

## Économie
La ville est desservie par l'aéroport de Gaya, unique aéroport international de l'État du Bihar.

## Pèlerinages

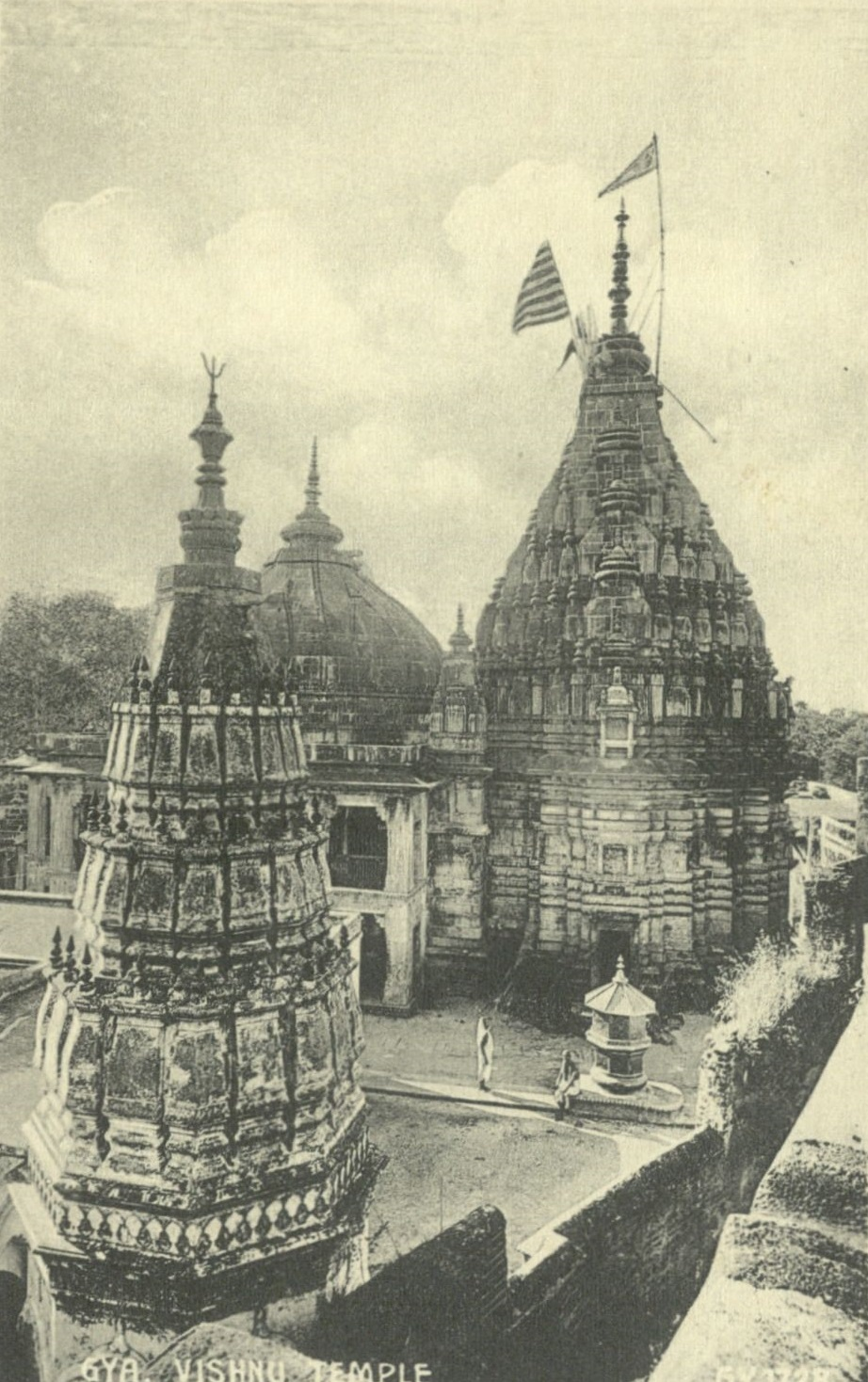
Le temple Vishnupadh, un des plus célèbres de Gaya.

L'histoire raconte que le dieu Vishnu aurait donné à cette place le pouvoir d'enlever le mauvais karma. Venir ainsi en pèlerinage et faire des offrandes aux temples séculaires de Gaya est recommandé à toutes les familles hindoues, pour elles-mêmes et leurs ancêtres.